# زبان فراساخته

پرچم زبان فراساخته

زبان فراساخته در مقابل زبان طبیعی قرار دارد و زبانی است که عمداً و آگاهانه توسط فرد یا گروهی از افراد به‌گونه‌ای طراحی شده‌است که فاقد بی‌قاعدگی‌ها، پیچیدگی‌ها و استثناهای موجود در زبان‌های طبیعی باشد و یادگیری و مسلط شدن به آن نسبتاً آسان و در مدت زمان کوتاهی میسر باشد.
برخی از افراد یا گروه‌ها، به خاطر دلایل انسان‌دوستانه، کاربردی، ایدئولوژیکی، برای آزمایش (یک تئوری یا فرضیه) یا حتی دلایل زیباشناختی، زبان‌های فراساخته‌ای پدیدآورده‌اند. زبان‌های مشترک جهانی یا زبان‌های کمک فرامرزی (بین‌المللی) اغلب زبان‌های فراساخته‌ای هستند که سعی شده‌است ساده‌تر از زبان‌های طبیعی باشند. سایر زبان‌های فراساخته به گونه‌ای ایجاد شده‌اند که منطقی‌تر از زبان‌های طبیعی باشند؛ نمونه‌های مشهور این نوع زبان، زبان اسپرانتو (Esperanto)، زبان لگلان (Loglan)، و زبان لژبان (Lojban) است.
برخی از نویسندگان، از جمله جی.آر.آر. تالکین، نویسندهٔ ارباب حلقه‌ها، با هدف‌هایی چون زیباشناختی تلفظ، ادبیات، هنر یا دلایل شخصی زبان‌های تفننی آفریده‌اند. در سال‌های اخیر نویسندگان و طرفداران مجموعهٔ تلویزیونی پیشتازان فضا (Star Trek)، زبان نژاد کلینگان (Klingon)، که دارای دستور زبان و واژگان ویژه خود است را تحت نام زبان کلینگان گسترش داده‌اند.

## مقالات وابسته
- زبان میانجی